# Timofej Krickij
Timofej Viktorovič Krickij (in russo Тимофей Викторович Крицкий?, angl. Timofey Kritskiy; Černenko, 24 gennaio 1987) è un ex ciclista su strada russo, professionista dal 2010 al 2014, con caratteristiche da passista.

## Carriera
Nel 2003 si fa notare ai giochi olimpici giovanili europei, vincendo la prova in linea e raggiungendo il secondo posto in quella a cronometro. Tra gli juniores nel 2005 sfiora il successo nella prova in linea di categoria ai campionati del mondo di Salisburgo, cogliendo la medaglia d'argento alle spalle del connazionale Ivan Rovnyj. Nel 2007 è ingaggiato dalla Premier, formazione russa e l'anno seguente passa alla Katusha, venendo integrato nella squadra Continental. Tra le quindici vittorie messe a segno tra il 2008 e il 2009, spicca il successo alla Côte Picarde 2009. Nello stesso anno conquista una frazione e il secondo posto nella classifica finale del Tour de Bretagne.
Nel 2010 è promosso alla prima squadra della Katusha, dov'è riconfermato anche per la stagione seguente; con l'arrivo in squadra di Danilo Di Luca, nel 2011, Krickij viene però retrocesso nuovamente nella formazione Continental. Nel 2012 è reintegrato nella prima formazione della Katusha. Nel 2013 la RusVelo annuncia di averlo messo sotto contratto dalla Katusha a partire dalla stagione 2014: in questa formazione Krickij va ad assumere il ruolo di leader.

## Palmarès
- 2004 (Juniores)

Coupe du Président de la Ville de Grudziądz
- 2005 (Juniores)

2ª tappa Coupe du Président de la Ville de Grudziądz (Grudziądz > Grudziądz)
Omloop der Vlaamse Gewesten
- 2008 (Katusha Continental Team, nove vittorie)

3ª tappa Trois Jours de Vaucluse (Pertuis > Pertuis)
Vienne Classic Espoirs
3ª tappa Boucle de l'Artois (Auxi-le-Château > Frévent)
Classifica generale Boucle de l'Artois
Memorial Oleg Dyachenko
Mayor Cup
4ª tappa Tour Alsace (Le Bioscope Ungersheim > Rixheim)
1ª tappa Grand Prix Tell (Brunnen > Brunnen)
Classifica generale Grand Prix Tell
- 2009 (Katusha Continental Team, sei vittorie)

La Côte Picarde
6ª tappa Tour de Bretagne (Douarnenez > Douarnenez, cronometro)
Prologo Five Rings of Moscow (Mosca > Mosca, cronometro)
Classifica generale Five Rings of Moscow
2ª tappa Mi-août en Bretagne (Cléden-Poher > Poullaouen)
6ª tappa Tour de l'Avenir (Château-Salins > Gérardmer)
- 2011 (Itera-Katusha, due vittorie)

3ª tappa Tour de Bulgarie (Šumen > Dobrič)
7ª tappa Tour de Bulgarie (Trjavna > Pirdop)
- 2014 (RusVelo, tre vittorie)

1ª tappa Grand Prix Udmurtskaya Pravda (Iževsk > Iževsk, cronometro)
7ª tappa Tour of Qinghai Lake (Tongren > Hualong)
7ª tappa Vuelta Ciclista a Costa Rica (Liberia > Puntarenas)

### Altri successi
- 2007 (Premier)

Criterium di Schaffen, Under-23
- 2013 (Katusha)

3ª tappa Tour des Fjords (Risavika > Stavanger, cronosquadre)

## Piazzamenti

### Competizioni mondiali
- Campionati del mondo su strada

Verona 2004 - Cronometro Junior: 34º
Salisburgo 2005 - Cronometro Junior: 13º
Salisburgo 2005 - In linea Junior: 2º
Copenaghen 2011 - In linea Elite: 161º
Firenze 2013 - Cronometro a squadre: 11º